# Ноля-Вершина
Ноля-Вершина (мар. Нолямучаш) — деревня в Медведевском районе Республики Марий Эл. Входит в состав Руэмского сельского поселения.

## География
Деревня находится у южной границы посёлка городского типа Медведево, административного центра района.

### Часовой пояс
Деревня Ноля-Вершина, как и вся Республика Марий Эл, находится в часовой зоне МСК (московское время). Смещение применяемого времени относительно UTC составляет +3:00.

## История
Основана в 1723 году. Мужское население деревни тогда составляло 66 человек, насчитывалось 25 дворов. В советское время работал колхоз «Ноля» и сельхозопытная станция.

## Население
| 2010 | 2011 | 2012 | 2013 | 2014 | 2016 | 2017 |
| ---- | ---- | ---- | ---- | ---- | ---- | ---- |
| 146  | ↗147 | ↗151 | ↗186 | ↘136 | ↗141 | ↘128 |
| 2018 | 2019 | 2020 | 2021 |      |      |      |
| ↗130 | ↗132 | ↗133 | ↗135 |      |      |      |

### Национальный состав
Согласно результатам переписи 2002 года, в национальной структуре населения мари составляли 77 % из 139 чел.